# Gönnersdorf (Eifel)

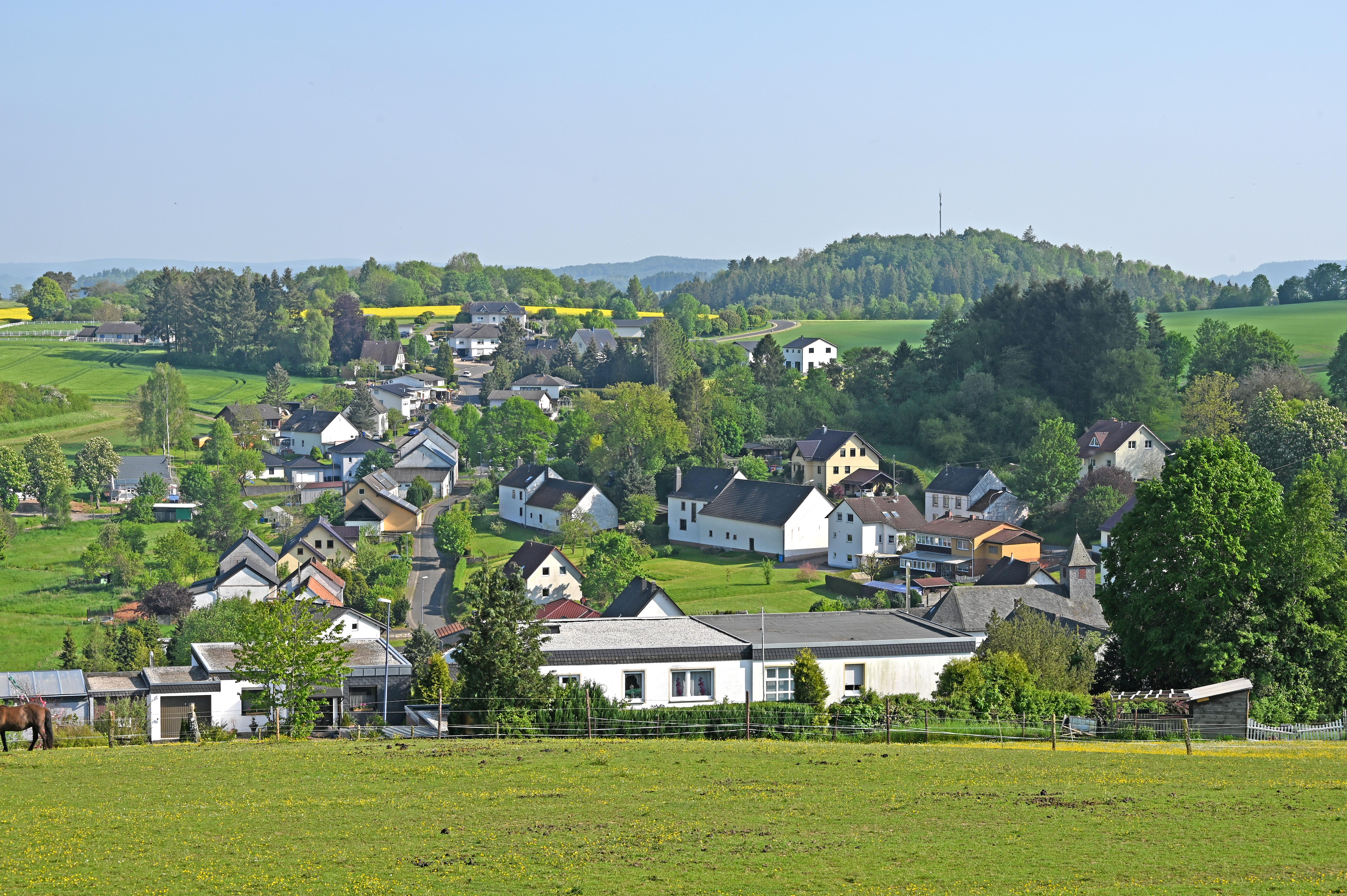
Gönnersdorf von Norden

Gönnersdorf ist eine Ortsgemeinde im Landkreis Vulkaneifel in Rheinland-Pfalz. Sie gehört der Verbandsgemeinde Gerolstein an.

## Geschichte
Der Ort wurde erstmals im Jahre 1136 als Guntersdorf in Zusammenhang mit einer  Schenkungsurkunde des Bischofs Albero von Basel an die Herrschaft Kerpen urkundlich erwähnt. Natürlich dürfte der Ort bereits viel älter sein. Wahrscheinlich ist Gönnersdorf bereits zur Zeit der Franken um das 8. bis 10. Jahrhundert entstanden. Es gibt Bodenfunde von frühfränkischen Gräbern und bei Bauarbeiten wurden Straßenreste aus römischer Zeit gefunden.
Die Schreibweise des Namens änderte sich im Laufe der Zeit mehrmals, so z. B. in Gondersdorf, Gundersdorf und Gundeszdorph. In den frühen Kirchenbüchern (1695–1798) der Pfarrei Lissendorf schrieb man Junnersdorf. Im Mittelalter gehörte Gönnersdorf zur Grafschaft Blankenheim. Drei örtliche Lehnshöfe wurden in den Urkunden als Blankenheimer Besitz genannt. Den Blankenheimern stand auch die Hochgerichtsbarkeit zu. Im 17. Jahrhundert wurden 17 Höfe in einer Urkunde verzeichnet. Nach der Franzosenzeit gelangte das Rheinland zu Preußen und Gönnersdorf wurde der Bürgermeisterei Birgel-Lissendorf zugeordnet. Mit der Kommunalreform im Jahre 1970 kam die Gemeinde Gönnersdorf zur neugebildeten Verbandsgemeinde Obere Kyll mit Sitz in Jünkerath. 

## Politik

### Gemeinderat
Der Gemeinderat in Gönnersdorf besteht aus acht Ratsmitgliedern, die bei der Kommunalwahl am 9. Juni 2024 in einer Mehrheitswahl gewählt wurden, und dem ehrenamtlichen Ortsbürgermeister als Vorsitzendem.

### Bürgermeister
Walter Schmidt wurde 2004 Ortsbürgermeister von Gönnersdorf. Bei der Direktwahl am 26. Mai 2019 wurde er mit einem Stimmenanteil von 75,00 % für weitere fünf Jahre in seinem Amt bestätigt. Bei der Direktwahl am 9. Juni 2024 setzte er sich mit 72,5 % gegen eine Mitbewerberin durch.

### Wappen
| Wappen von Gönnersdorf | Blasonierung: „In Rot zwei silberne Balken, belegt mit oben drei und unten zwei schwarzen Kugeln.“                                                                          |
| Wappen von Gönnersdorf | Wappenbegründung: Die Ritter von Gutersdorf benannten sich als ortsansässiges Geschlecht nach dem Ort Gönnersdorf, die das Wappen der Ritter als ihr Wappen übernommen hat. |

## Persönlichkeiten
- Heinrich Wiesen (1928–2012), Präsident des Oberlandesgerichts Düsseldorf
- Christian Vietoris (* 1989), Motorsportler

## Siehe auch

St. Luzia
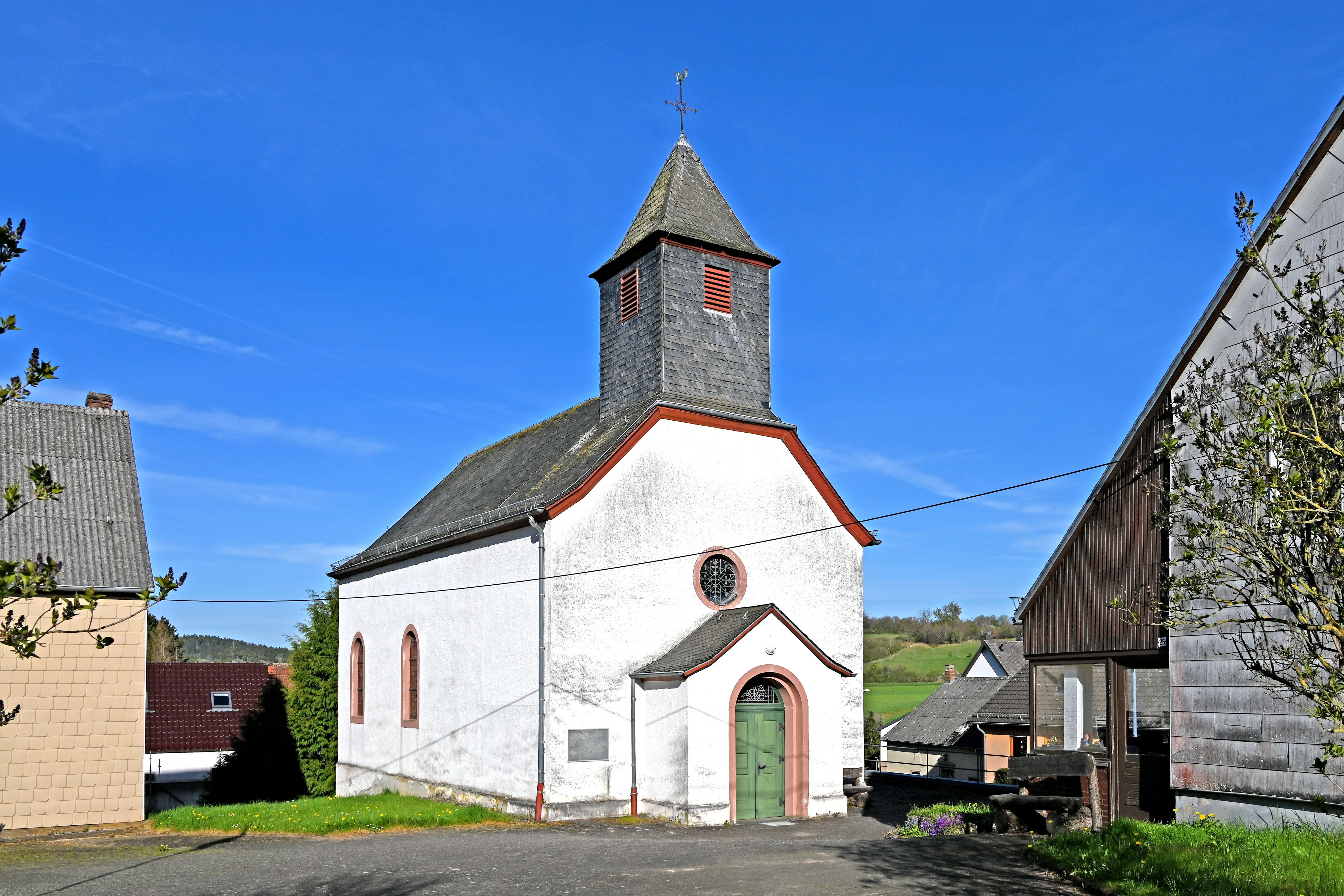
Außenansicht
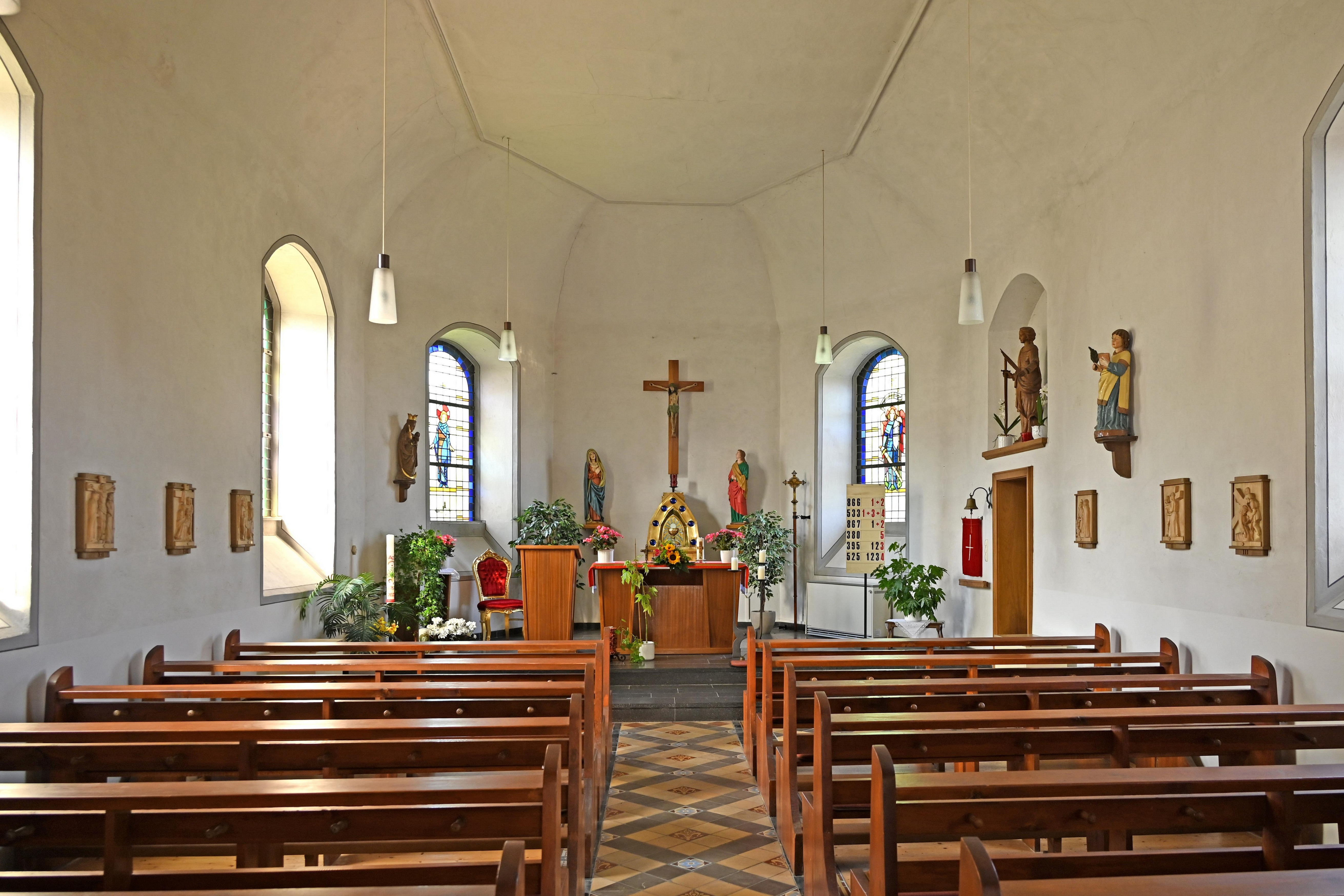
Innenraum
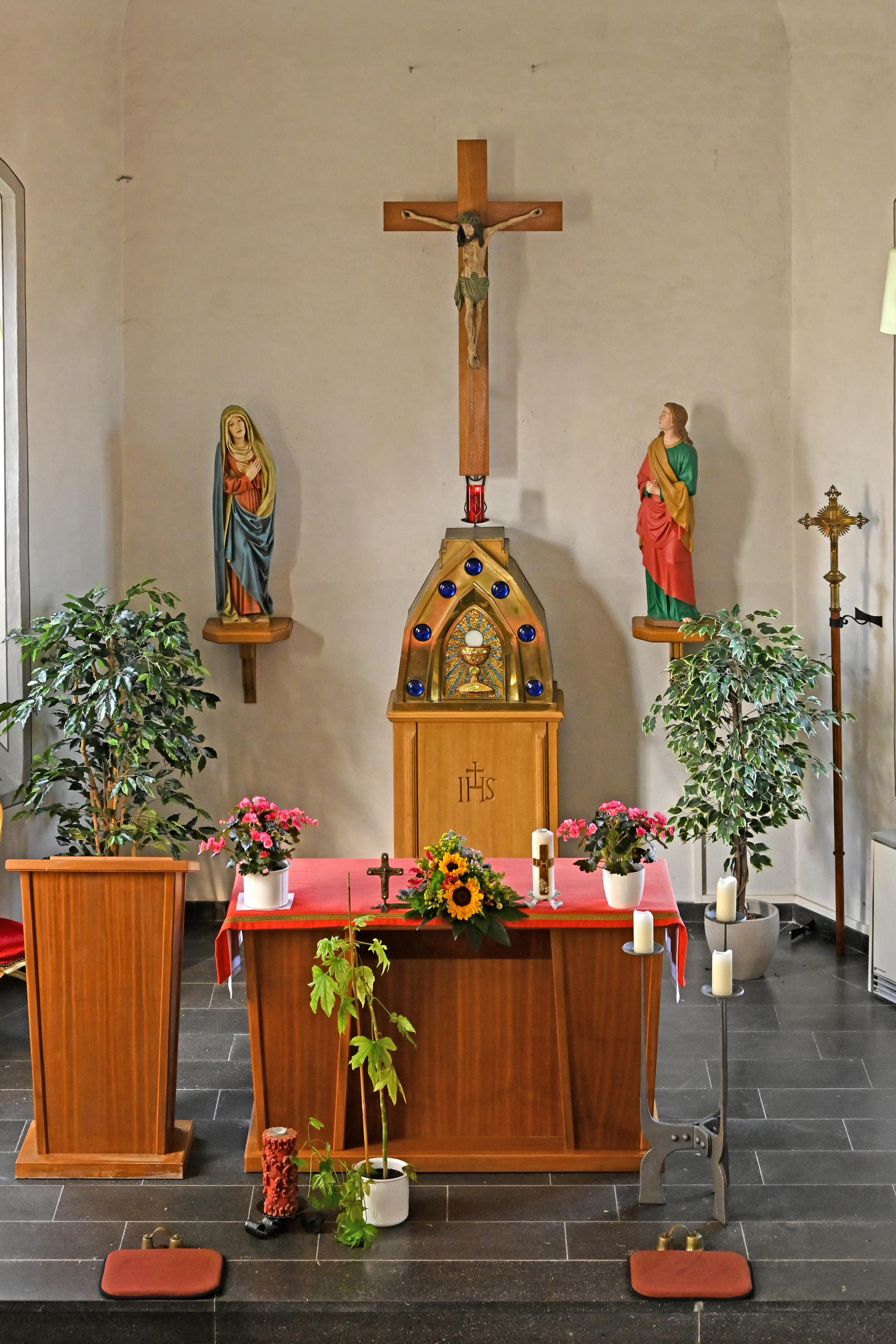
Altar
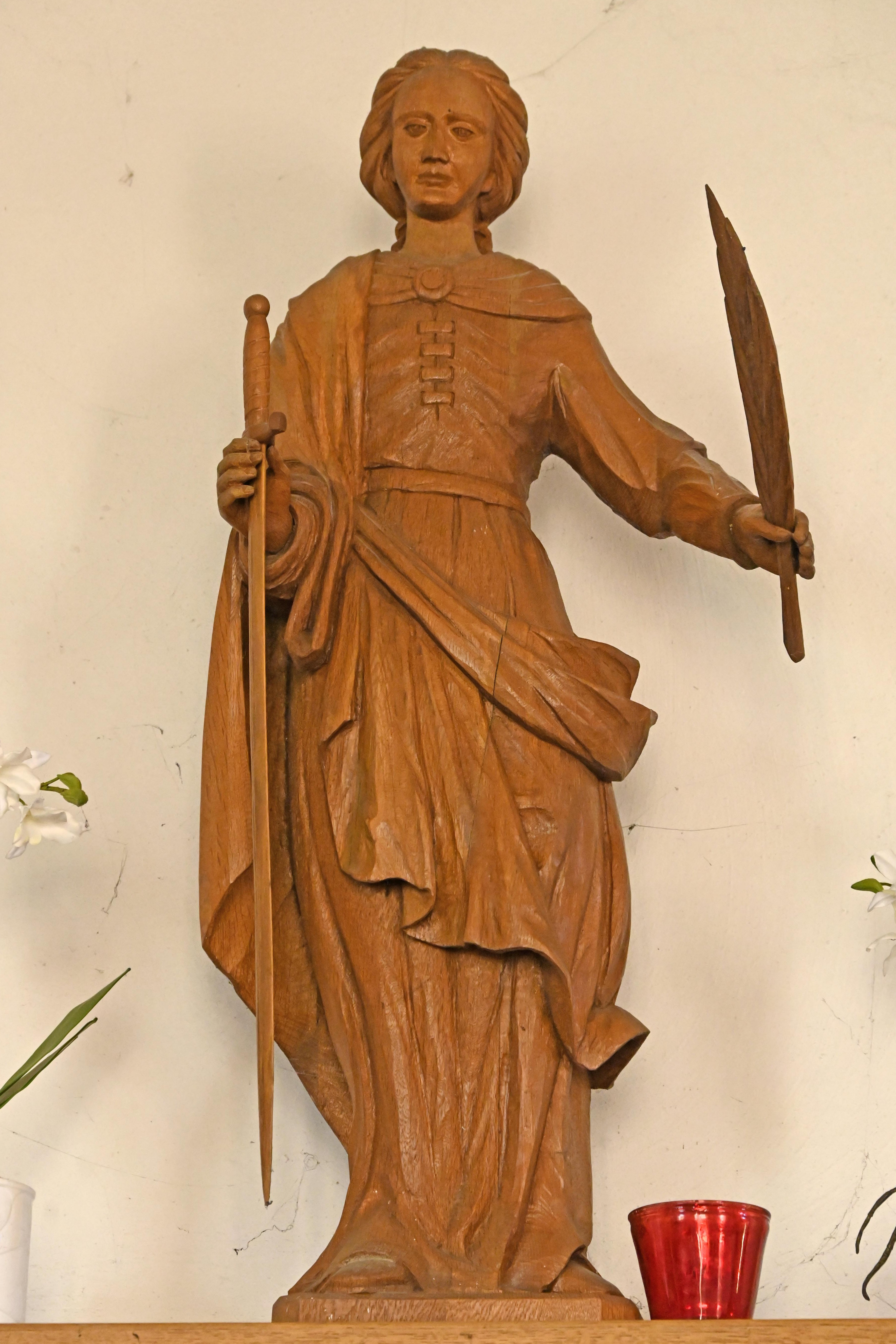
St. Luzia
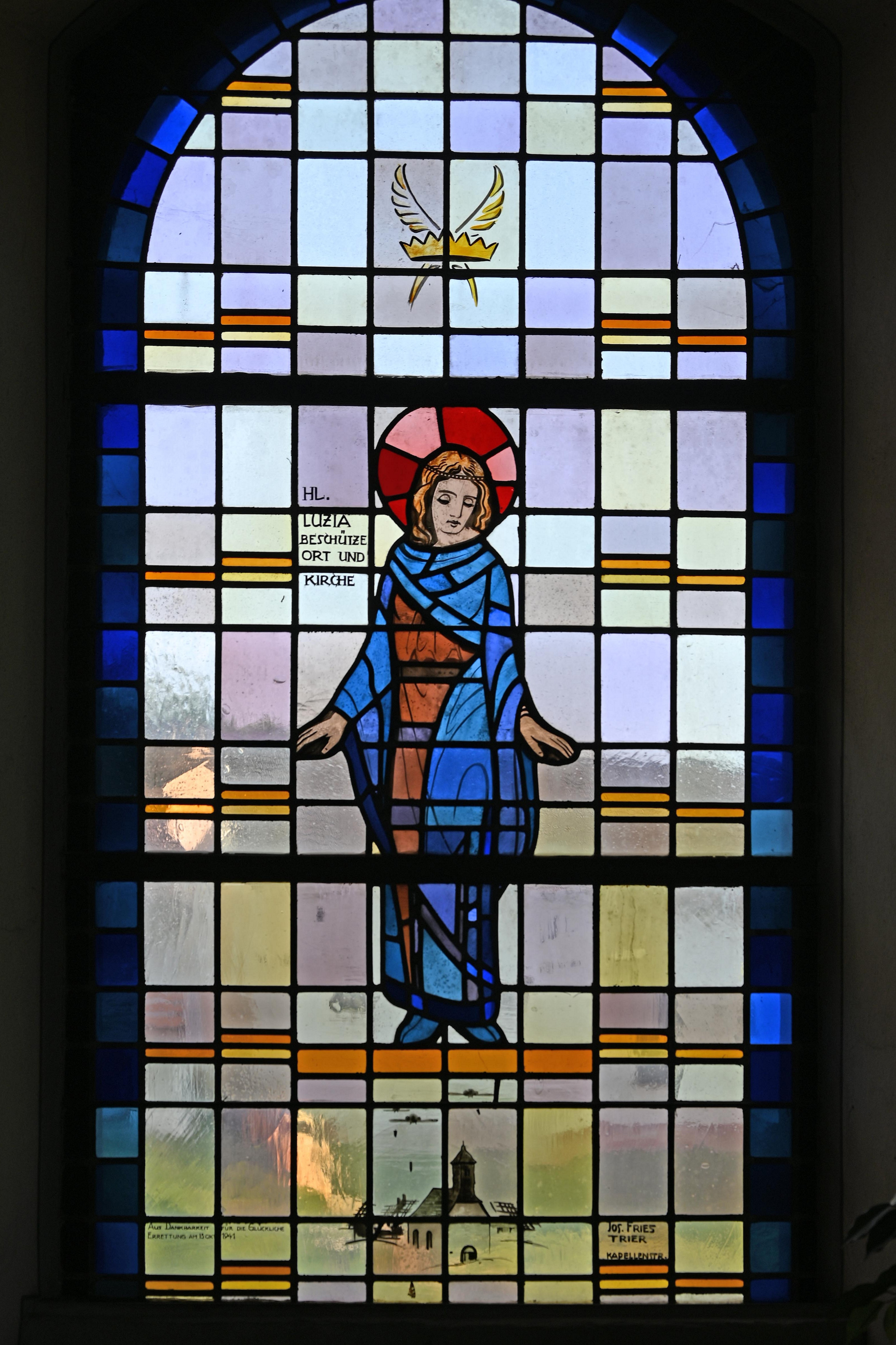
Chorfenster